# Kloster St. Katharina (Trier)
Das Kloster St. Katharina war ein ehemaliges Dominikanerinnenkloster in Trier, das sich am heutigen Irminenfreihof gegenüber vom Kloster St. Irminen befand. Das Kloster gab der gleichnamigen Straße am Moselufer seinen Namen.
Der Ursprung des Klosters steht im engen Zusammenhang mit der erstmals 1190–1212 erwähnten Martinskirche auf dem Trierer Petrisberg, die angeblich ins 6. Jahrhundert zurückreicht. Im Bereich dieser Kirche bildeten spätestens 1234 die hier lebenden Jungfrauen ein Stift, das 1235 in ein Dominikanerinnenkloster umgewandelt wurde. 1238 schenkte Ritter Ordulph von Oeren ihnen ein Stück Land an der Mosel in der Nähe des Klosters St. Irminen. Von September 1243 bis Mai 1244 lebte Margarete von Babenberg in diesem Kloster und stattete es zusätzlich weiteren Zuwendungen aus.
Auf dem neuen Gelände entstand wahrscheinlich um 1300 – nach einigen Angaben 1302 – eine gotische Kirche, die 1479 um eine Kapelle erweitert wurde. Im 18. Jahrhundert wurde das Kloster ausgebaut und dabei die gotische Kirche durch einen barocken Neubau von Johannes Seiz ersetzt.
Nach seiner Zerstörung im Jahr 1476 wurde das zerstörte Martinskloster in den Besitz des Katharinenklosters überführt.
Ab 1794 wurde der Klosterkomplex von den Franzosen als Fruchtmagazin genutzt. Nach der Auflösung 1802 im Rahmen der Säkularisation gelangte er zunächst an die Vereinigten Hospitien, die darin ein Krankenhaus errichteten. Bereits vier Jahre später wurde es jedoch ein preußisches Militärlazarett, eine Funktion, die es bis 1918 behielt, während die Klosterkirche 1909 abgerissen wurde.
Danach wurde es in eine Staatsbauschule umgewandelt. Da der Komplex 1944 im Zweiten Weltkrieg nur leicht beschädigt wurde, behielt man diese Nutzung zunächst bei.
Heute befindet sich im Gebäude die Staatliche Schule für Technik, die Teil der Hochschule Trier ist. Das Gebäude steht unter Denkmalschutz.